# ホセ・フェルナンデス (左投手)
ホセ・マニュエル・フェルナンデス（José Manuel Fernández, 1993年2月13日 - ）は、ドミニカ共和国バルベルデ州マオ出身のプロ野球選手（投手）。左投左打。リーガ・メヒカーナ・デ・ベイスボル（メキシカンリーグ）のチャロス・デ・ハリスコ（ハリスコ・ホースメン）所属。

## 経歴

### プロ入りとブルージェイズ時代
2012年にトロント・ブルージェイズと契約してプロ入り。契約後、傘下のルーキー級ドミニカン・サマーリーグ・ブルージェイズでプロデビュー。9試合（先発4試合）に登板して2勝0敗、防御率1.52、34奪三振を記録した。
2013年はルーキー級ガルフ・コーストリーグ・ブルージェイズでプレーし、16試合に登板して1勝0敗2セーブ、防御率2.70、13奪三振を記録した。
2014年はA-級バンクーバー・カナディアンズでプレーし、21試合に登板して1勝1敗2セーブ、防御率4.01、24奪三振を記録した。
2015年はA級ランシング・ラグナッツでプレーし、35試合に登板して1勝2敗12セーブ、防御率3.31、41奪三振を記録した。
2016年はA+級ダニーデン・ブルージェイズでプレーし、29試合に登板して1勝1敗、防御率4.12、41奪三振を記録した。
2017年はAA級ニューハンプシャー・フィッシャーキャッツでプレーし、41試合に登板して1勝2敗4セーブ、防御率5.44、48奪三振を記録した。
2018年、マイナーではAA級ニューハンプシャーとAAA級バッファロー・バイソンズでプレーし、2球団合計で44試合に登板して4勝3敗4セーブ、防御率2.97、65奪三振を記録した。9月1日にメジャー契約を結んでアクティブ・ロースター入りし、同日のロサンゼルス・ドジャース戦でメジャーデビュー。この年メジャーでは13試合に登板して防御率6.10、6奪三振を記録した。

### タイガース時代
2018年11月2日にウェイバー公示を経てデトロイト・タイガースへ移籍した。
2019年7月3日にDFAとなり、5日に40人枠を外れてマイナー契約となった（そのまま傘下のAAA級トレド・マッドヘンズへ配属され、のちにAA級エリー・シーウルブズへ配属）。11月4日にFAとなる。

### タイガース退団後
同年冬はドミニカ共和国のウィンターリーグでエストレージャス・オリエンタレスにてプレー。2020年1月15日にアトランタ・ブレーブスとマイナー契約を結ぶも、5月28日に解雇され、同球団の傘下球団でプレーすることはなかった。
その後の4シーズンもドミニカ共和国のウィンターリーグのみでプレーした。2020年冬と2023年冬はエストレージャス・オリエンタレス、2021年冬はレオネス・デル・エスコヒード、2022年冬はヒガンテス・デル・シバオでプレーしている。

### メキシカンリーグ時代
2024年4月11日にメキシカンリーグのプエブラ・パロッツに所属。同チームでは20試合に登板した。6月13日にハリスコ・ホースメンへトレードされた。

## 詳細情報

### 年度別投手成績
| 年 度    | 球 団    | 登 板 | 先 発 | 完 投 | 完 封 | 無 四 球 | 勝 利 | 敗 戦 | セ 丨 ブ | ホ 丨 ル ド | 勝 率 | 打 者 | 投 球 回 | 被 安 打 | 被 本 塁 打 | 与 四 球 | 敬 遠 | 与 死 球 | 奪 三 振 | 暴 投 | ボ 丨 ク | 失 点 | 自 責 点 | 防 御 率 | W H I P |
| -------- | -------- | ----- | ----- | ----- | ----- | -------- | ----- | ----- | -------- | ----------- | ----- | ----- | -------- | -------- | ----------- | -------- | ----- | -------- | -------- | ----- | -------- | ----- | -------- | -------- | ------- |
| 2018     | TOR      | 13    | 0     | 0     | 0     | 0        | 0     | 0     | 0        | 2           | ----  | 45    | 10.1     | 10       | 2           | 4        | 0     | 0        | 6        | 0     | 0        | 7     | 7        | 6.10     | 1.36    |
| 2019     | DET      | 4     | 0     | 0     | 0     | 0        | 0     | 0     | 0        | 0           | ----  | 23    | 3.2      | 6        | 1           | 5        | 1     | 1        | 2        | 0     | 0        | 8     | 7        | 17.18    | 3.00    |
| MLB：2年 | MLB：2年 | 17    | 0     | 0     | 0     | 0        | 0     | 0     | 0        | 2           | ----  | 68    | 14.0     | 16       | 3           | 9        | 1     | 1        | 8        | 0     | 0        | 15    | 14       | 9.00     | 1.79    |

- 2020年度シーズン終了時

### 背番号
- 50（2018年）
- 57（2019年）